# 斯特里比日
50°23′47″N 28°9′31″E / 50.39639°N 28.15861°E
斯特里比日（烏克蘭語：Стрибіж）是烏克蘭北部的村莊，隸屬日托米爾州的日托米爾區。該村始建於1240年，面積3.18平方公里，2001年人口724，人口密度每平方公里228.03人。